# Dollfustrema
Dollfustrema är ett släkte av plattmaskar. Dollfustrema ingår i familjen Bucephalidae.
Kladogram enligt Catalogue of Life:
| Dollfustrema | \| \| Dollfustrema californiae \| \| \| \| \| \| Dollfustrema macracanthus \| \| \| \| |
|              | \| \| Dollfustrema californiae \| \| \| \| \| \| Dollfustrema macracanthus \| \| \| \| |
|              | Alcicornis                                                                             |
|              |                                                                                        |
|              | Bucephalopsis                                                                          |
|              |                                                                                        |
|              | Bucephalus                                                                             |
|              |                                                                                        |
|              | Dolichoenterum                                                                         |
|              |                                                                                        |
|              | Paurorhynchus                                                                          |
|              |                                                                                        |
|              | Prosorhynchoides                                                                       |
|              |                                                                                        |
|              | Prosorhynchus                                                                          |
|              |                                                                                        |
|              | Rhipidocotyle                                                                          |
|              |                                                                                        |
|              | Telorhynchus                                                                           |
|              |                                                                                        |
|              | Dollfustrema californiae                                                               |
|              |                                                                                        |
|              | Dollfustrema macracanthus                                                              |
|              |                                                                                        |

|  | Dollfustrema californiae  |
|  |                           |
|  | Dollfustrema macracanthus |
|  |                           |